# Джевел Марсо
Джевел Марсо (англ. Jewell Marceau, настоящее имя Дженнифер Джо Смит, англ. Jennifer Jo Smith, род. 12 апреля 1975, Верджиния-Бич, Виргиния) — американская эротическая и фетиш-модель, порноактриса и режиссёр.

## Карьера
Родилась 12 апреля 1975 года в Верджиния-Бич. Выросла в консервативной христианской семье. В 1995 году, в возрасте 20 лет, дебютировала в порноиндустрии, начав сниматься в лесбийских фильмах под именем Scarlett Fever. Затем, когда начала работать с Harmony Concepts, по их просьбе изменила псевдоним на «Джевел Марсо», однако снималась под первым именем для Devonshire Productions и некоторых других студий. Управляет собственной кинокомпанией The Crowned Jewell Productions, выпустившей более 125 DVD, а также и коммерческим веб-сайтом; работает с несколькими фетиш/адалт фотографами, в том числе Кеном Маркусом, Майкой Франковичем-младшим, Холли Рэндолл и Кристин Кесслер.
В 2004 году заняла второе место на SIGNY в номинации «лучшая бондаж-модель», в 2005 году — первое место в той же категории.
По данным IAFD, снялась в более чем 200 фильмах. Как правило, в основном это не хардкор-роли, а сцены и фильмы без явного изображения полового акта. Работая над своим сайтом с 2000 года, была фетиш- и бондаж-моделью в интернете. Сняла как минимум 40 фильмов в качестве режиссёра.
В 2003 году стало известно, что Марсо подала в суд на БДСМ-модель Пейдж Уайт за халатность и впоследствии получила компенсацию.
В 2007 году получила AVN Awards в номинации «лучшая групповая сцена» за роль в Fashionistas Safado.

## Награды и номинации
- 2004: SIGNY award — лучшая бондаж-модель, второе место
- 2005: SIGNY award — лучшая бондаж-модель, первое место
- 2007: AVN Awards — лучшая групповая сцена — Fashionistas Safado

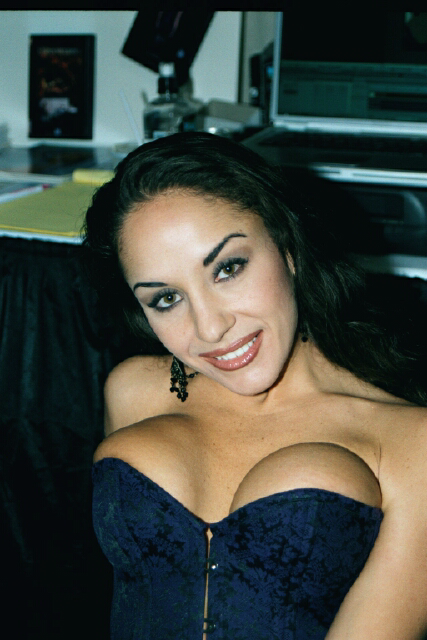
Марсо в 2002 году

## Избранная фильмография
- 1996: Lesbian Pooper Sluts
- 1997: My First Time 7
- 1998: Bondage Eros
- 1999: Harmony’s Jewell
- 2000: The 4 Finger Club 13
- 2000 & 2001: Pussyman’s Decadent Divas 9 & 15
- 2001: Ultimate Guide to Anal Sex for Women 2
- 2002: Butt Quest 1
- 2003: Girl/Girl Bondage 2
- 2003: Pussy Galore
- 2004: Bondage Vixens
- 2004: Girl Gangbound 2
- 2005: Lady Ass Lickers 18
- 2005: She’s Trapped in Tape!
- 2006: Fashionistas Safado: The Challenge
- 2007: My Space 3: Bound
- 2007: World Domination 5
- 2008: Bound Fantasy Girls
- 2008: My Space 5: MILF Bound
- 2009: Bondage Dreams
- 2009: Wanna Fuck My Wife Gotta Fuck Me Too
- 2010: Jewell’s Prisoner
- 2011: Officer Carter’s Nylon Seduction
- 2012: Cheerleaders in Bondage
- 2013: Shoe Obsession
- 2014: Pantyhose Domination 3: Hosed Therapist
- 2015: Jewell’s Kinky Classroom: Basic Bondage Edition 2
- 2016: Sheer and Silky Games
- 2017: POV Domination
- 2018: Sexy Heroines